# NGC 2002
NGC 2002 في الفهرس العام الجديد، هو عنقود نجمي مفتوح، يقع في كوكبة أبو سيف. اكتشفه جيمس دنلوب في 24 سبتمبر 1826.

## روابط خارجية
- NGC 2002 على موقع ويكي سكاي: DSS2, SDSS, GALEX, IRAS, Hydrogen α, X-Ray, Astrophoto, Sky Map, Articles and images